# ماريا ستيوارت
ماريا ستيوارت (بالإنجليزية: Mariah Stewart)‏ (1950)؛ كاتِبة وروائية أمريكية، عُرِفت بالأعمالها الرومانسية.